# La Dernière Licorne (film)
Cet article concerne le film de Jules Bass et Arthur Rankin Jr. Pour le roman de Michel Bussi, voir La Dernière Licorne (Michel Bussi). Pour le roman de Peter S. Beagle, voir La Dernière Licorne (roman).
 (janvier 2013).
Si vous disposez d'ouvrages ou d'articles de référence ou si vous connaissez des sites web de qualité traitant du thème abordé ici, merci de compléter l'article en donnant les références utiles à sa vérifiabilité et en les liant à la section « Notes et références ».
Pour plus de détails, voir Fiche technique et Distribution.
La Dernière Licorne (The Last Unicorn) est un film d'animation américano-japonais de fantasy réalisé par Jules Bass et Arthur Rankin Jr. et sorti en 1982.
C'est l'adaptation au cinéma le roman du même nom de Peter S. Beagle, qui a également écrit le scénario du film. Ce long métrage d'animation fut produit par Rankin/Bass pour la compagnie ITC Entertainment.
Bien qu'officiellement produit par une société américaine, ce film est également important dans l'histoire de l'animation japonaise, puisque la majorité de l'animation fut sous-traitée à la société japonaise Topcraft (dont les principaux animateurs et artistes formèrent peu de temps après le cœur du Studio Ghibli).

## Synopsis
Dans une forêt enchantée, une licorne réalise qu'elle est la dernière représentante de sa race et décide de s'embarquer dans une quête pour apprendre ce qu'il est advenu des autres licornes. La Licorne comprend à travers le discours tarabiscoté d'un papillon qu'une bête connue sous le nom du Taureau de Feu les a toutes menées jusqu'au bout du monde connu. S'aventurant en territoire inconnu, hors de la sécurité magique de sa forêt natale, la Licorne commence un voyage pour trouver ses semblables et les ramener dans son monde.
En chemin, elle est capturée quelque temps par une vieille sorcière du nom de Mère Fortune, capable de reconnaître en elle une véritable créature magique là où les autres ne voient qu'une jument blanche. La Licorne est exposée dans une des cages du Carnaval de Minuit de sa geôlière ; Mère Fortune, par ses pouvoirs magiques, transforme les animaux inoffensifs et vieillissants qu'elle a en cage en monstres mythologiques. La licorne s'échappe cependant avec l'aide d'un jeune magicien maladroit qui travaille pour la Mère Fortune, Schmendrick, tandis que son ancienne patronne est tuée par la harpie Céléno, une autre immortelle qu'elle avait réussi à emprisonner. Ils seront rejoints peu de temps après par un troisième compagnon de voyage en la personne de Molly Grue, la compagne vieillissante du Capitaine Cully, le chef d'une bande de voleurs rencontrée sur leur chemin.
Lorsque la Licorne approche du château côtier du roi Haggard, le propriétaire supposé du Taureau de Feu, elle se retrouve confrontée à l'animal et se rend compte qu'elle ne peut lui résister. À la dernière minute, juste avant qu'elle ne se rende et soit capturée par la bête, elle est transformée en humaine par un des rares sorts efficaces de Schmendrick, qui a bien du mal à maîtriser ses pouvoirs magiques. Dans son déguisement humain, le Taureau de Feu se désintéresse de la Licorne et retourne dans son antre.
Schmendrick, Molly Grue et l'étrange jeune femme se dirigent vers le château du Roi Haggard et quémandent l'hospitalité. Le Roi est hostile dans un premier temps, mais se ravise lorsqu'il examine le regard de la mystérieuse jeune femme que Schmendrick lui présente en tant que Dame Amalthea. Le magicien maladroit demande alors que lui et ses deux compagnes intègrent la cour du Roi Haggard, ce à quoi celui-ci lui répond que sa cour n'existe plus depuis fort longtemps. Les seuls occupants du ténébreux château sont Haggard lui-même et son fils adoptif, le Prince Lir. Haggard, sur les conseils de Molly, qui lui fait remarquer le manque de joie du château, consent à loger le trio, remplaçant l'excellent sorcier qui répondait à ses demandes par Schmendrick et chargeant Molly Grue de travailler aux cuisines.
Oubliant peu à peu sa précédente forme et le but de sa quête, Amalthea se sent davantage humaine au fil des jours et finit par tomber amoureuse du Prince Lir. Prise au piège dans une toile complexe de sentiments inédits à ses yeux, elle lutte contre son envie d'abandonner sa quête au profit d'un amour mortel, même si elle continue parallèlement à chercher une piste quant au sort des licornes disparues. Haggard, ayant deviné l'identité réelle de Dame Amalthea, la confronte lors d'une conversation privée, sous-entendant même l'endroit où les licornes sont retenues prisonnières. Pourtant, observant une nouvelle fois les yeux d'Amalthea, il doute désormais de la nature magique de celle-ci et ne pense y voir plus qu'une simple humaine.
Résolvant une devinette pour découvrir un passage secret à travers une horloge cassée menant aux caves du château, Schmendrick, Molly, Lir et Dame Amalthea confronteront une nouvelle fois le Taureau de Feu, cette fois-ci dans sa tanière. La créature maléfique n'est plus abusée par le camouflage de la Licorne et la pourchasse. Voulant l'aider à s'enfuir, Schmendrick annule son précédent sort, transformant à nouveau Dame Amalthea en licorne, mais elle refuse de quitter Lir. Le Taureau l'accule jusqu'aux rivages de l'océan, comme il l'avait fait précédemment pour toutes ses semblables, mais Lir s'interpose et est tué par l'animal. Folle de chagrin et de désespoir, la Licorne menace à son tour le Taureau et force ce dernier à entrer dans la mer. Portées par la houle de vagues puissantes, les licornes emprisonnées par Haggard sortent en masse de l'eau, provoquant au passage l'effondrement du château du Roi Haggard tandis qu'elles s'échappent vers la liberté. Sur la plage, la Licorne ressuscite Lir grâce à ses pouvoirs magiques avant, elle aussi, de repartir vers sa forêt natale.
Schmendrick console Lir, le nouveau Roi, en lui confirmant qu'il a beaucoup gagné en recevant l'amour d'une licorne, même s'ils sont désormais séparés. Il lui confie : « Elle se rappellera ton cœur et ton amour lorsque les hommes seront les personnages de contes de fée écrits par des lapins. »
La Licorne fait une dernière brève apparition pour dire adieu à Schmendrick, qui regrette amèrement de l'avoir accablée de regrets et du sentiment de mortalité par sa magie, mais elle le remercie malgré cela de l'avoir aidée à rendre les licornes au monde et lui confie que, bien qu'elle soit la seule de son espèce à connaître le regret, elle est également la seule à savoir ce qu'est l'amour. Elle retourne dans sa forêt, laissant Schmendrick et Molly continuer leur vie ensemble.

## Fiche technique
- Titre : La Dernière Licorne
- Titre original : The Last Unicorn
- Réalisation : Jules Bass et Arthur Rankin Jr.
- Scénario : Peter S. Beagle d'après son roman La Dernière Licorne
- Studios de production : Rankin/Bass, Topcraft
- Pays de production :  États-Unis,  Japon,  Royaume-Uni,  Allemagne de l'Ouest,  France[1].
- Dates de sortie :
  - États-Unis : 19 novembre 1982
  - France : 18 décembre 1985[2], 20 mars 2013[3]

## Distribution

### Voix originales
- Alan Arkin : Schmendrick
- Jeff Bridges : Prince Lir
- Mia Farrow : la Licorne / Dame Amalthea
- Tammy Grimes : Molly Grue
- Robert Klein : Le Papillon
- Angela Lansbury : Mère Fortune
- Christopher Lee : Le roi Haggard
- Keenan Wynn : Le Harpie Celaeno
- René Auberjonois : Le Crâne
- Paul Frees : Mabruk

### Voix françaises
- Maïk Darah : la licorne/ Lady Amalthéa
- Lita Recio : Mère la fortune
- Gabriel Cattand : le roi Haggard, le Harpie Celaeno
- Vincent Ropion : le prince Lir
- Thierry Ragueneau : Schmendrick
- Arlette Thomas : Molly Grue
- Marc de Georgi : Rukh
- Claude Joseph : le crâne
- René Bériard : Mabruk
- André Tahon : le papillon

## Production

### Musique et bande-son
Les musiques du film furent composées et arrangées par Jimmy Webb et jouées par le groupe America. La chanson titre a été reprise de nombreuses fois, notamment par Kenny Loggins sur son album Return to Pooh Corner et par le groupe Ninja Sex Party dans Under the Cover.
La chanson titre est entendue sur le générique d'ouverture, sur les images d'une tapisserie d'inspiration classique qui s'anime progressivement pour présenter le monde de la Licorne. Le rythme est assez lent et les paroles décrivent d'abord un dépérissement du monde : « When the last eagle flies over the last crumbling moutain/And the last lion roars at the last dusty fountain (...) And it seems like all is dying and would leave the world to mourn » avant d'évoquer un espoir possible : « Look and see her, how she sparkles -- It's the Last Unicorn/I'm alive! I'm alive! »

### Voix
L'acteur Christopher Lee, interprète du roi Haggard, a également doublé ce même personnage dans la version allemande (Lee ayant appris l'allemand lors de la seconde guerre mondiale) au moment de la distribution du film en Allemagne[réf. nécessaire].
Le générique français, interprété par Caline, fut incorporé au film dès 1985 lors de la première diffusion sur Antenne 2. En revanche, les versions instrumentales de la chanson du générique figurant dans la bande originale ne furent pas modifiées. Le reste de la bande-son fut doublée en français pour les besoins de la diffusion télévisée.

## Box office
Aux États-Unis, le film, qui sort le week-end du 21 novembre 1983 et est projeté sur 648 écrans, rassemble 2 250 000 dollars environ au cours du premier week-end et a accumulé 6 455 530 dollars début décembre.
En Allemagne de l'Ouest, La Dernière Licorne connut en un succès retentissant et le film fut diffusé pratiquement chaque année depuis le milieu des années 1980 à la période de Noël.

## Éditions en vidéo

### Éditions en cassettes vidéo
Une édition du film en VHS est sortie en 1992.

### Éditions en DVD
Une édition du film en DVD de zone 2 avec la version française est sortie le 7 avril 2005, éditée par Seven 7.
Aux États-Unis, une édition spéciale 25e anniversaire est sortie le 7 février 2007, dans une version remastérisée et accompagné de plusieurs bonus inédits. Les fans du dessin-animé se sont cependant plaints d'une légère censure (plusieurs « Damn! » ont été coupés de la bande-son) ainsi que d'une accélération de la vitesse de diffusion du film (problème technique dû à l'utilisation des masters allemands, en PAL, qui n'ont pas le même nombre de frames par seconde que les standards américains).

## Produits dérivés
En France, seul le générique français du film connut une édition en 33 tours à la sortie du film. La bande-son anglaise, en revanche, fut rééditée de nombreuses fois.

## Conflit sur les droits du film
En raison de problèmes de droits, Peter S. Beagle, auteur du roman et scénariste du film, a découvert en 2005 qu'il n'a pas touché un centime de droits d'auteur sur les quelque 900 000 copies de DVD et VHS vendues par Granada International, les successeurs de ITC Entertainment. En décembre 2006, la société Conlan Press, qui s'est chargée de défendre les intérêts de Peter S. Beagle faisait savoir qu'aucun compromis n'avait encore été signé, même si l'affaire semblait prendre un tour favorable pour le créateur de La Dernière Licorne.

## Projet de remake en prises de vue réelles
En 2002 est annoncé un projet de remake avec acteurs de La Dernière Licorne, réalisé à nouveau par Peter S. Beagle. Alors que le tournage était dans un premier temps annoncé pour le printemps 2003, les problèmes juridiques que l'auteur connaît alors avec Granada International retardent la mise en chantier du film. Doté d'un budget annoncé de 45 millions de dollars, le film devait se tourner notamment en Angleterre, en Écosse et en Nouvelle-Zélande. Quatre des acteurs originaux avaient donné leur accord de principe pour tourner dans ce remake : Christopher Lee à nouveau en Roi Haggard ; Angela Lansbury à nouveau en Mère Fortune ; René Auberjonois à nouveau pour la voix du Crâne (et dans le rôle du Capitaine Cully) et Mia Farrow, qui ne jouerait plus Dame Amalthea, mais Molly Grue. Ils seraient rejoint par Jonathan Rhys-Meyers dans le rôle de Schmendrick. Le projet est, pour le moment, à l'arrêt, au point même que le nom de Beagle a disparu du titre du site officiel du film. La raison donnée par Conlan Press serait le non-respect de la volonté de Beagle dans l'apparence de la licorne.